# Gulkiewiczi
Gulkiewiczi (ros. Гулькевичи) – miasto w Rosji, w Kraju Krasnodarskim, centrum administracyjne rejonu gulkiewiczskiego.
Miasto położone na lewym brzegu rzeki Kubań, 5 km od jej koryta, 150 km od Krasnodaru. Osiedle powstało w 1875 przy stacji kolejowej Gulkiewiczi (nazwa pochodzi od właściciela miejscowych dóbr N. W. Gulkiewicza). Status miasta od 1961.
W mieście istnieje jedyny w Rosji bank genów roślin im. Wawiłowa.